# Gamla Norberg, Norrbo, Vagnsbro och Skinnskattebergs domsaga
Gamla Norberg, Norrbo, Vagnsbro och Skinnskattebergs domsaga var en domsaga i Västmanlands län. Den bildades 1680 och uppgick 1858 i Västmanlands norra domsaga och Västmanlands västra domsaga.
Domsagan lydde under Svea hovrätts domkrets.

## Härader
Domsagan omfattade:
- Gamla Norbergs bergslag
- Norrbo härad
- Vagnsbro härad
- Skinnskattebergs härad

## Tingslag
- Gamla Norbergs tingslag
- Norrbo tingslag
- Vagnsbro tingslag
- Skinnskattebergs tingslag

## Häradshövdingar
- 1680–1682 Jakob Boij
- 1682–1698 Per Hök
- 1698–1716 Lars Hvasser
- 1716–1730 Erik Mohrmarck
- 1733–1742 Peter Berger
- 1742–1746 Carl Sadelin
- 1747–1762 Jakob Ekebom
- 1762–1776 Carl Törneros
- 1776–1804 Casper Gyllenbååt
- 1805–1842 Per Waller
- 1843–1858 Knut Wilhelm Sandels